# 아부라코지 사건
아부라코지 사건(일본어: 油小路事件 아부라코지지켄[*])은 신선조 참모·이토 카시타로가 암살된 사건이다. 신선조 최후의 내부 항쟁이다.

## 이토 카시타로의 암살
게이오 3년 3월 10일 (1867년 4월 14일), 신선조에서 이탈하여 고료에지를 결성한 이토 카시타로가 존왕양이 운동에 적극 가담하여, 사쓰마번과 공모하여 곤도 이사미를 암살하려는 계획이, 신선조에서 스파이로 잠입해 있던 사이토 하지메에 의해 밝혀졌다. 하지만 당시 이토는 대화를 매우 중요하게 여겼고, 이토 자신도 사람을 벤 기록이 아부라코지 사건 이외에는 없으며, 게다가 곤도 이사미를 암살하려 했던 증거가 없기 때문에, 곤도의 암살계획 자체가 존재하지 않았다는 설도 있다.
어릉위사가 조슈에 관대한 처분을 주장하는 건백서를 제출한 것이 조슈엄벌론을 주장하는 곤도 이사미를 격노하게 만들어, 아부라코지 사건으로 이어졌다고도 한다.
같은해, 11월 18일 (1867년, 12월 13일), 곤도 이사미는 자금운용과 관련하여 국사에 대해 의논할 일이 있다는 구실로 이토를 소실의 집으로 초대하여 술을 대접하고, 오오이시 쿠와지로는 잠복하고 있다가 귀가하는 이토를 창으로 암살하였다. 이토는 큰 부상을 입었지만 일격을 가한뒤, "이 간적들아!"라고 외치며 쓰러졌다고 한다. 이토를 술에 취하게 한 뒤 어두운 곳에서 벤 것은, 북진일도류 검술의 도장주였던 이토의 실력을 콘도나 히지카타가 경계했기 때문이라고 한다.

## 어릉위사 숙청
신선조는 아부라코지 시치죠의 사거리에 이토의 유체를 방치한 뒤 주변에 매복, 유체를 수습하러 온 어릉위사를 둘러 싸 숙청하려고 했다. 유체를 수습하러 온 어릉위사는 토도 헤이스케, 시노하라 타이노신, 스즈키 미키사부로, 핫토리 타케오, 모나이 아리노스케, 카노 와시오, 토야마 야헤 7명이었다. 이 일전으로 신선조 결성 원년멤버이자 전 8번대 대장을 맡았던 토도 헤이스케 외에 핫토리 타케오, 모나이 아리노스케 3명이 죽었다.
우연히 현장을 지나가던 구와나 번사 코야마 마사타케에의 담화(사담회속기록, 史談会速記録)에 의하면, 신선조 대원 40~50명이 어릉위사 7명을 둘러싸, 제일 먼저 토도가 쓰러졌으며 다음으로 모나이가, 마지막으로 핫토리가 분투하였으나 끝내 쓰러지고 말았다고 한다.
- 곤도와 시위관 이후 함께했던 나가쿠라 신파치·하라다 사노스케가 토도는 놓아주자고 했지만 곤도의 심정을 헤아리지 못한 다른 대원에 의해 죽었다.
- 모나이 아리노스케의 유체는 온 몸이 토막나 참혹했다고 한다. (돗토리번 게이오 정묘 필기,鳥取藩慶応丁卯筆記)
- 핫토리 타케오는 부대 내에서도 이도류 검술로 상당히 유명했기 때문에, 핫토리의 분투는 소름끼칠 정도였다고 한다. 민가를 등에지고 격전을 펼쳐 신선조에도 많은 부상자가 나왔으나, 마지막에는 핫토리의 칼이 부러진 틈을 타 하라다 사노스케가 창을 휘두름과 동시에 일제히 덤벼 절명하였다.

스즈키·카노·토야마는 도망친 뒤, 다음날 19일 오전 4시를 지나, 이마데가와 사쓰마 번저에 은닉하였다. 그 뒤 아부라코지에서 도망친 시노하라와 부재였던 간부 우치미도 이마데가와 사쓰마 번저에 합류한 뒤, 후시미 사쓰마 번저로 옮겨갔다.
이토의 유체는 한동안 방치되었으나, 코엔사에 매장되었다. 그 뒤 게이오 4년 2월 스즈키 미키사부로가 센뉴지(泉涌寺)의 탑두 게이코 사(戒光寺)에 다시 매장하였다.

## 후일담
1개월 뒤인 12월 18일, 시노하라와 남은 어릉위사의 대원들은 후시미 카이도의 민가에 잠복하고 있다가, 니조성에서 돌아오던 곤도를 저격하여 오른쪽 어깨에 중상을 입혔다.
이토 외 4명의 유체는, 게이오 4년 2월 스즈키 미키사부로가 센뉴지의 탑두 게이코 사에 다시 매장하였다. 이 장례는 다이묘의 장례에서도 보기 힘들 정도로 성대하게 치러졌으며, 비오는 가운데 남은 대원 7명은 기승, 그 외 약 150명이 화장터로 전송하였으며, 그 비용은 신정부군 참모 관청에서 지불하였다고 한다.
보신전쟁 때 열세였던 곤도 이사미는 나가레야마에서 오쿠보 야마토라는 이름으로 신정부군에 출두하였으나, 카노 와시오에게 정체를 들켜 체포, 끝내 참수당하였다.